# 1963 en basket-ball

Chronologie du basket-ball
1962 en basket-ball - 1963 en basket-ball - 1964 en basket-ball
Les faits marquants de l'année 1963 en basket-ball

## Récapitulatifs des principaux vainqueurs de compétitions 1962-1963

### Masculins
| Europe - Coupe des clubs champions : CSKA Moscou. - Espagne : Real Madrid. - France : Paris UC. - Grèce : AEK Athènes. - Italie : Olimpia Milan | Amériques - National Basketball Association : Boston Celtics. | Afrique, Asie, Océanie |

### Féminines
| Europe - Coupe des clubs champions : Slavia Sofia. - Espagne : non disputé (création en 1964). - France : Paris UC. - Grèce : non disputé (création en 1968). - Italie : FIAT Torino. | Amériques | Afrique, Asie, Océanie |

## Naissance
- 21 janvier : Hakeem Olajuwon
- 17 février : Michael Jordan
- 20 février : Charles Barkley
- 24 juillet : Karl Malone

## Décès
- 3 octobre : Bobby McDermott, basketteur américain

## Liens